# Textkorpus
Ein Textkorpus (Neutrum; Plural Textkorpora; kurz auch nur Korpus oder Corpus; lateinisch corpus ‚Körper‘) ist eine Sammlung von schriftlichen Texten oder textlich aufgezeichneten mündlichen Äußerungen einer bestimmten Sprache oder Textgattung.

## Allgemeines
Textkorpora werden in unterschiedlichen wissenschaftlichen Disziplinen untersucht.
In der Rechtswissenschaft und Rechtsgeschichte wird als (Gesetzes-)Korpus eine Sammlung von Rechtsquellen bezeichnet, zum Beispiel das Corpus iuris civilis. Es handelt sich also hier um eine gewachsene Sammlung normativer Texte.
In den Sprach- und Literaturwissenschaften sowie historisch und sozialwissenschaftlich orientierten Fächern wie Ethnologie oder Kulturanthropologie sind Korpora ein Mittel, um wissenschaftliche Aussagen mit Datenmaterial zu stützen oder, umgekehrt, aus Mustern im Datenmaterial wissenschaftliche Hypothesen zu erschließen. In der Sprachwissenschaft werden Wörterbücher auf Korpusdaten gestützt, und in neuerer Zeit vermehrt auch die Sprachbeschreibung in Grammatiken, um so den tatsächlichen Sprachgebrauch abzubilden. Korpora aus eingeschränkten Textsorten können dazu verhelfen, die kennzeichnenden Eigenschaften einer bestimmten Sprachvarietät abzugrenzen und zu beschreiben. In dieser Weise dienen Korpora auch als Quellen zur Untersuchung von Fragestellungen der Soziolinguistik. In der Literaturwissenschaft werden die Werke eines bestimmten Autors oder einer Gruppe von Autoren erfasst und erforscht.
Für sprachwissenschaftliche Zwecke werden in Textkorpora bestimmte Arten und Mengen von Texten aus lebenden Sprachen nach wissenschaftlichen Kriterien zusammengestellt. Solche Sammlungen haben mit Aufkommen maschineller Erfassungsmöglichkeiten durch die Digitalisierung in vielen sprachwissenschaftlichen Disziplinen sehr große Bedeutung erlangt. Hieraus entwickelte sich die neue Disziplin der Korpuslinguistik, die auch außerhalb der Linguistik, z. B. in den Historische Hilfswissenschaften eine Rolle spielt.
Ein Textkorpus liegt heute typischerweise in digitaler Form vor. Für Zwecke der Sprachbeschreibung wurden für zahlreiche Nationalsprachen große, das heißt viele Millionen und teils mehrere Milliarden Wörter umfassende Korpora erstellt, die ein gewisses Verhältnis einzelner Textsorten in der jeweiligen Sprache abbilden sollen. Zudem existieren zahlreiche Spezialkorpora wie etwa Kindersprachkorpora, Dialektkorpora, Korpora, die aus Gesamtausgaben von literarischen Werken bestehen, u. a. m. Auch werden in zunehmendem Maße für linguistische Einzeluntersuchungen eigens konzipierte Textkorpora erstellt.

## Arten von Textkorpora
Nach formalen und inhaltlichen Kriterien können Textkorpora in unterschiedlicher Weise kategorisiert werden. In erster Linie unterscheidet man:

### Papierkorpora und elektronische Korpora
Auf Papier zusammengetragene Textkorpora waren aufwändig zu erstellen und dementsprechend selten anzutreffen. Sie spielten in der Vergangenheit beispielsweise in der Wörterbuchschreibung eine bedeutende Rolle, da anhand dieser Sammlungen die Bedeutungen einzelner Wörter ausgemacht bzw. belegt wurden.
Für die Nutzung der heute üblichen maschinenlesbaren Korpora ist eine spezielle Software wie beispielsweise WordSmith notwendig. Etliche Korpora sind aber online zugänglich und ohne solche Software auf dem eigenen PC nutzbar.

### Teilkorpora und Referenzkorpora
Teilkorpora sind solche, die nur einen Ausschnitt aus dem gesamten Spektrum einer Sprache bieten, wie beispielsweise Textkorpora, die nur Texte aus der alltäglichen Umgangssprache oder nur Texte aus Tageszeitungen enthalten.
Ein Referenzkorpus ist ein Textkorpus, das nach linguistischen Kriterien eine einzelne Sprache (also das Deutsche, das Englische usw.) in ihrer Gesamtheit dergestalt repräsentativ erfassen soll, dass anhand eines Referenzkorpus einer bestimmten Sprache gültige Aussagen über das System ebendieser Sprache generell gemacht werden können.

### Statische Korpora und Monitorkorpora
Statische Korpora sind abgeschlossen und werden nicht mehr erweitert, so etwa Textkorpora mit den Werken eines verstorbenen Schriftstellers, ein Korpus bestehend aus der Gesamtheit aller in einer ausgestorbenen Sprache vorhandenen schriftlichen Quellen oder ein Korpus aus den verschrifteten Aufzeichnungen von Aufnahmen eines die Sprache erwerbenden Kleinkindes (Alte Sprachen, die nur in wenigen Dokumenten oder gar nur fragmentarisch belegt sind, bezeichnet man auch als „Korpussprachen“, weil sie nur anhand dieses einen begrenzten, nicht mehr erweiterbaren Textkorpus rekonstruierbar und beschreibbar sind).
Monitorkorpora hingegen sind Textkorpora, die auf eine Erweiterung hin konzipiert sind (wie etwa Textsammlungen bestehend aus den Artikeln einer aktuellen Tageszeitung). Sie werden deshalb als Monitorkorpora bezeichnet, weil sie unter einer beständigen systematischen Beobachtung und Erfassung, einem Monitoring, stehen.

### Rohkorpora und annotierte Korpora
Unter Rohkorpora versteht man Textkorpora, die rein aus den Sprachdaten bestehen, die zur Untersuchung herangezogen werden. Annotierte Korpora sind solche Textkorpora, die neben diesen Primärdaten auch zusätzliche Angaben, sogenannte Metadaten, enthalten. Diese Annotationen können sehr unterschiedlicher Art sein: Gängig sind beispielsweise Korpora, in denen für jedes einzelne Wort zusätzlich die jeweilige Wortart angegeben wird, Korpora, die Morphemglossen enthalten (wobei die Zielsprache nicht jener des Korpus entsprechen muss), oder Korpora, die mit Angaben betreffend die Syntax der einzelnen Sätze versehen sind (Letztere werden – analog zum Ausdruck „Datenbank“ – auch als „Baumbanken“ bezeichnet, da in ihnen sogenannte syntaktische Baumstrukturen annotiert sind). Textkorpora bestehend aus Daten der gesprochenen Sprache sind häufig mit phonologischen Daten angereichert. Zu den Metadaten eines Textkorpus zählen auch Angaben über den Zeitpunkt der Textentstehung, über die Autorenschaft, über die Korpuserstellung u. a. m.
Annotierte Korpora bieten gerade für Fragestellungen der theoretischen Linguistik oder der Computerlinguistik grundsätzlich verbesserte Forschungsmöglichkeiten. Jedoch ist die Annotation gerade von umfangreicheren Textkorpora verhältnismäßig aufwändig und demzufolge kostenintensiv, sodass gerade die großen Referenzkorpora nur zum Teil mit Annotationen versehen sind.

### Einsprachige und mehrsprachige Korpora
Einsprachige Korpora erlauben Aussagen über die jeweilige Einzelsprache. Mehrsprachige Korpora enthalten Texte aus mehrheitlich zwei, gegebenenfalls mehreren Sprachen. Entweder sind dabei die Texte in der zweiten Sprache eine Übersetzung der Texte der ersten Sprache – man bezeichnet solche Fälle als „Parallelkorpora“ – oder das Korpus der zweiten Sprache besteht im selben Ausmaß aus denselben Textsorten wie das Korpus der ersten Sprache (z. B. Zeitungsartikel zu denselben Themen).
Mehrsprachige Korpora spielen hauptsächlich für die maschinelle Übersetzung und für die Sprachlehrforschung eine Rolle. Dabei ist die automatische oder statistische Analyse z. B. der Häufigkeit und Verteilung von bestimmten Wörtern innerhalb einzelner Sprachen für die automatische Erstellung eines zweisprachigen Wörterbuches hilfreich.
Einige Funktionen eines mehrsprachigen Textkorpus, ohne tatsächlich ein solches zu sein, übernimmt oftmals die Bibel, weil sie auch in kleineren, weniger oft gesprochenen Sprachen vorliegt. Daher ist sie nicht nur für sprachwissenschaftliche Vergleichszwecke dienlich, sondern auch in der Bibelwissenschaft beispielsweise in Bezug auf die Erforschung der Übersetzungsgewohnheiten und auf die Erfassung biblischer Begriffe von großer Bedeutung.

## Textkorpora in der Sprachwissenschaft
Textkorpora bieten die Möglichkeit, das System einer Sprache und deren Gebrauch anhand von tatsächlich geäußerten Sprachdaten in verschiedener Hinsicht zu untersuchen. Der Begriff „Korpus“ im Sinne einer Zusammenstellung von Sprachdaten, um aufgrund dieser Stichproben allgemeine Aussagen zu treffen, wird in verschiedenen Disziplinen der Sprachwissenschaft schon seit Jahrzehnten verwendet.
Linguistische Teilbereiche, die Textkorpora als ihren direkten Gegenstandsbereich haben, sind die Korpuslinguistik und die Computerlinguistik. Hier werden möglichst große Korpora ausgewertet, um allgemeine Aussagen über eine Sprache treffen zu können. Beispiele für den Einsatz von Korpora in der Korpuslinguistik sind etwa das Bestimmen von Wortbedeutungen anhand von Konkordanzen (also anhand von Belegstellen in konkreten Texten), das Eruieren von Kollokationen (also von gemeinsamem Auftreten eines Wortes mit bestimmten anderen Wörtern). Komplexere Aufgaben sind dann das Herausfiltern von syntaktischen Konstruktionen. Im Bereich der Computerlinguistik und mathematischen Linguistik sind auch Worthäufigkeiten und Wortverteilungen in Texten, Wortkollokationen oder Satz- und Wortlängen und Ähnliches von Interesse. Im sprachwissenschaftlichen Teilgebiet der Diskursanalyse werden Textkorpora unterschiedlicher Größe vornehmlich aus dem öffentlichen Sprachbereich (Politik, Medien) herangezogen, um aus solchen Sprachdaten Rückschlüsse auf latent vorhandene Einstellungen und Haltungen einer gesellschaftlichen Gruppierung zu bestimmten Dingen und Sachverhalten herauszufinden oder deren Verständnis von bestimmten Begriffen ausfindig zu machen.
Zwar stellt auch das World Wide Web eine Sammlung konkret verwendeter Sprache dar, es ist jedoch nach sprachwissenschaftlichem Verständnis nicht als Textkorpus im eigentlichen Sinne zu betrachten. Dennoch wird es unter gewissen Einschränkungen für bestimmte Fragestellungen mit entsprechender Vorsicht genutzt. Beispielsweise wurden neben verschiedenen gedruckten Texten auch regionale Websites im Rahmen der Erstellung des Variantenwörterbuchs des Deutschen herangezogen.

## Referenzkorpora von Einzelsprachen
Zur Beschreibung nationaler Sprachen oder sprachlicher Varietäten werden umfangreiche Textkorpora erstellt, die heute sehr häufig auch online nutzbar sind. In letzteren Fällen ist die dazu benötigte Analysesoftware bereits im World Wide Web implementiert und kann von den Nutzern, ohne ein solches Programm auf dem eigenen PC installieren zu müssen, angewendet werden.
Das erste Textkorpus in einer nationalen Sprachvarietät war das bereits in den 1960er Jahren erstellte und vollständig nach 80 definierten Wortarten annotierte Brown Corpus, welches das zeitgenössische amerikanische Englisch repräsentieren sollte. (Der Name leitet sich von der Brown University in Providence im US-Bundesstaat Rhode Island her, an der das Korpus erstellt wurde.) Es umfasst 1 Million Wörter und setzt sich aus 500 Textauszügen zu je 2000 Wörtern zusammen, wobei Texte aus 15 unterschiedlichen Textsorten (verschiedene Zeitungs- und literarische Textsorten, religiöse Texte, Fachliteratur etc.) herangezogen wurden. Die Ansicht, dass ein Textsample in der Größe von 2.000 Wörtern die Textsorte für ein Textkorpus repräsentativ abbildet, gilt bis heute. Das Brown Corpus diente als Grundlage für das American Heritage Dictionary, das erste Wörterbuch, das ausschließlich auf Basis eines derartigen Korpus erstellt wurde. Dem Brown Corpus folgte unter anderem in den 1980er Jahren das ebenfalls vollständig annotierte Lancaster-Oslo-Bergen-Corpus (kurz: LOB Corpus), welches nach dem Vorbild des Brown Corpus aus Texten im britischen Englisch besteht.
Heute sind für das Englische unter anderem das British National Corpus (BNC), das American National Corpus und das International Corpus of English (mit Texten aus unterschiedlichen englischsprachigen Ländern) von Bedeutung.
Als das derzeit umfangreichste Korpus des Deutschen gilt das am Leibniz-Institut für Deutsche Sprache in Mannheim zusammengestellte Deutsche Referenzkorpus, das aus über 43 Milliarden Wörtern (Stand März 2019) aus geschriebener Sprache besteht und grundsätzlich allen zur Benutzung offensteht.
Im Rahmen des Forschungsprojekts „Digitales Wörterbuch der deutschen Sprache des 20. Jahrhunderts“ wurde das größte ausgewogene Textkorpus der deutschen Sprache des 20. Jahrhunderts bereitgestellt. Außerdem finden sich dort weitere Korpora, so etwa die kompletten Online-Archive der Zeitschrift „Die Zeit“ (ab 1996), des „Tagesspiegels“ (ab 1996) und der „Potsdamer Neuesten Nachrichten“ sowie ein großes Korpus jüdischer Periodika (Germania Judaica). Die Korpora sind verknüpft mit einem großen einsprachigen deutschen Wörterbuch, dem Wörterbuch der deutschen Gegenwartssprache. Bei der Abfrage eines Stichwortes werden dabei nicht nur die Konkordanzen, sondern auch Informationen zu Synonymen, Hyponymen, Hyperonymen und Kollokationen generiert.
In der Abteilung Automatische Sprachverarbeitung der Universität Leipzig arbeitet man ebenfalls an und mit großen Korpora und pflegt unter anderem ein Korpus im Umfang von rund 1,5 Mrd. Wörtern (rund 100 Mio. Sätze). Die statistischen Daten eines reduzierten Korpus sind auch online im Wortschatz-Portal der Universität Leipzig abfragbar.
Des Weiteren gibt es seit 2010 ein online zugängliches Schweizer Textkorpus für die Standardsprache in der deutschen Schweiz. Es wurde an der Universität Basel erarbeitet und wird seit 2014 vom Schweizerischen Idiotikon gepflegt und aktualisiert. Derzeit (Stand 2021) wird es durch ein schweizerdeutsches Mundartkorpus ergänzt.
Auch in sehr vielen anderen Nationalsprachen existieren heute große Korpora. Das gilt nicht nur für den indogermanischen Sprachraum, sondern auch für andere sprecherreiche Sprachen, besonders im asiatischen Raum. Aber auch kleinere Sprachen Asiens und Afrikas werden in Form von Textarchiven oder weniger umfangreichen annotierten Textkorpora dokumentiert.

## Spezielle Textkorpora
Neben den großen Referenzkorpora existiert eine immer größer werdende Anzahl von Textsammlungen, die nicht nur unter der Bezeichnung „Korpus“, sondern auch als „(Text)archive“ oder unter dem Stichwort „Datenbank“ zu finden sind. Darunter gibt es beispielsweise Dialektkorpora oder Korpora gesprochener Sprache, wie sie beispielsweise im Bayerischen Archiv für Sprachsignale und am Archiv für gesprochenes Deutsch vorliegen. Eine andere Art von Spezialkorpora sind Textgesamtausgaben wie zum Beispiel das an der Österreichischen Akademie der Wissenschaften erstellte Austrian Academy Corpus, das die Gesamtausgaben der essayistischen Zeitschriften „Die Fackel“ und „Der Brenner“ umfasst.
Besonders für die Psycholinguistik und die Klinische Linguistik ist zur Erforschung des normalen und auch des gestörten Spracherwerbs von Kindern die Datenbank „CHILDES“ von Bedeutung, in welchem Transkripte von gesprochener Kindersprache in umfangreichem Maße vorliegen.
Im Rahmen groß angelegter Projekte zur Digitalisierung alter Buchbestände werden immer mehr Lexika, Wörterbücher, Enzyklopädien und literarische Werke erfasst und online zur Verfügung gestellt. Darunter finden sich Unternehmungen wie etwa das „Deutsche Textarchiv“, das eine umfassende Auswahl an historischen Texten aus mehreren Jahrhunderten bereitstellen möchte. Derartige Textsammlungen bieten im optimalen Fall eine kostenlose, online durchführbare Volltextsuche im gesamten Bestand. Jedoch besteht in solchen Fällen häufig nicht die Möglichkeit, diese Texte für sprachwissenschaftliche Zwecke auf dieselbe bequeme Weise zu nutzen, wie speziell dafür konzipierte Korpora, da die Suchsoftware nicht danach ausgelegt ist.
Ein weiteres spezielles Korpus ist das Google Books Korpus, dessen Rohdaten von jedermann online mit dem Google Books Ngram Viewer in Form von Diagrammen zu Zeichen- oder Worthäufigkeiten ausgewertet werden kann.